# برغان
بَرَغان روستایی واقع در استان البرز ایران است. روستای برغان در دهستان برغان بخش چندار شهرستان ساوجبلاغ در غرب استان البرز و در کوه‌های البرز و در میان کرج و هشتگرد واقع شده‌است.

## مهمترین جاذبه های دیدنی روستای برغان
- روستای آتشگاه
- حسینیه برغان
- پل برغان

## راههای ارتباطی روستای برغان
- از طریق منطقه باغستان کرج
- از طریق روستای کردان

## جمعیت
براساس سرشماری مرکز آمار ایران در سال ۱۳۸۵روستای برغان دارای ۵۱۸ خانوار و ۱۶۲۳نفر جمعیت است.

## زبان
مردم برغان به گویش کرجی از زبان فارسی که از گویش‌های کهن البرز است سخن می‌گویند، این گویش شباهت‌هایی با گویش‌های منطقه مازندران دارد.

## سوغات
از سوغات معروف روستای برغان می‌توان به آلوی برغان، عسل، توت، گردو، سماق و لبنیات محلی اشاره کرد.
گردوی پوست کاغذی از دیگر سوغات معروف برغان می‌باشد.

## سرشناسان
- محمدتقی برغانی
- فاطمه برغانی
- سید اشرف‌الدین حسینی
- محمدصالح برغانی قزوینی

‌

## نگارخانه

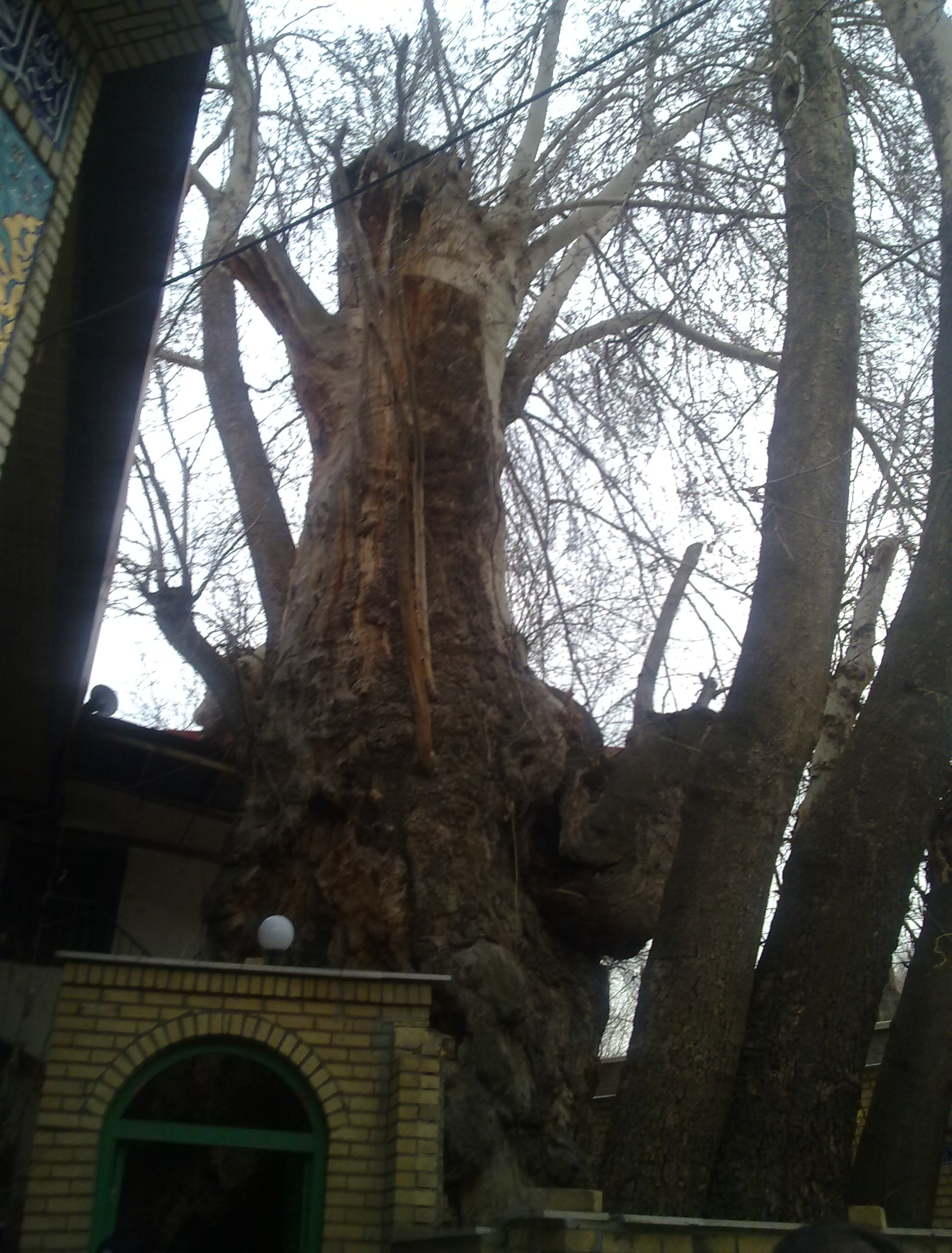
چنار قدیمی برغان
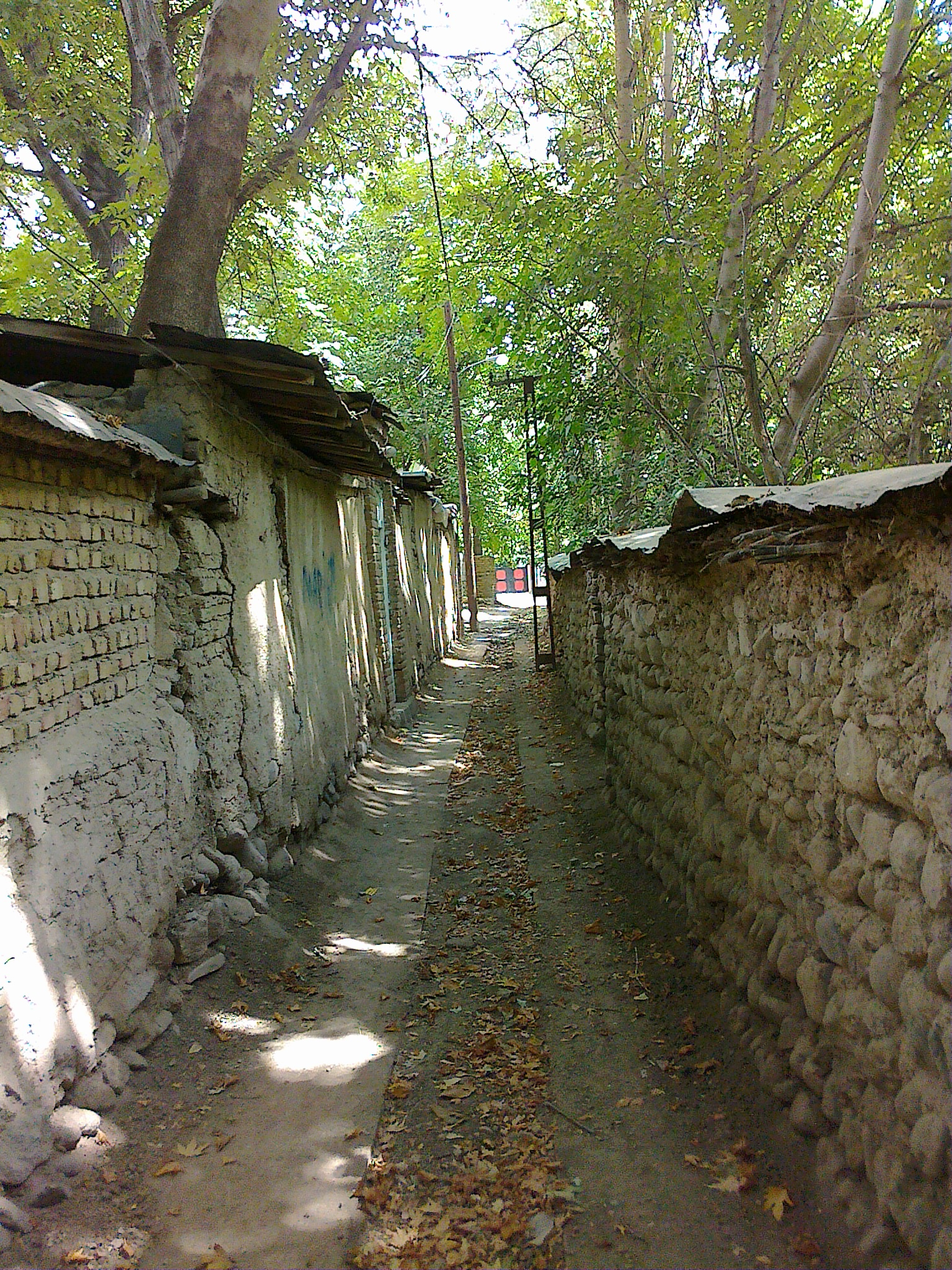
کوچه‌ای قدیمی در برغان
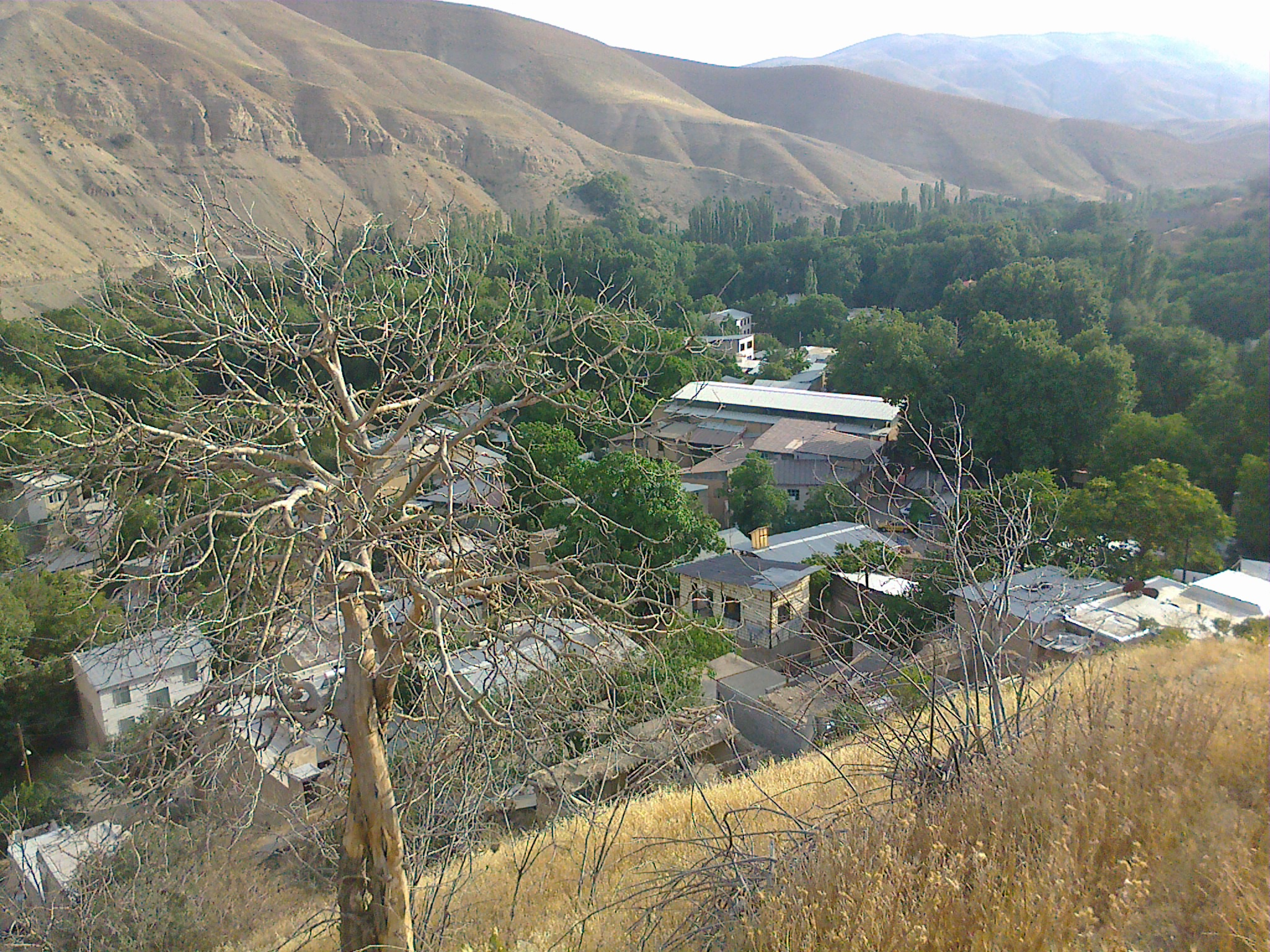
نمایی از برغان
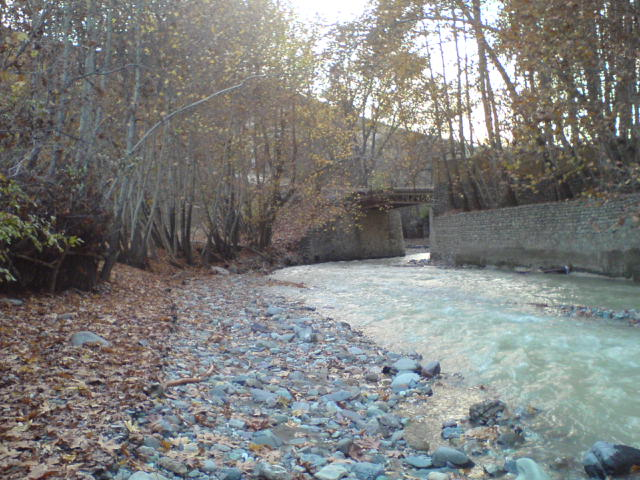
رودخانهٔ برغان
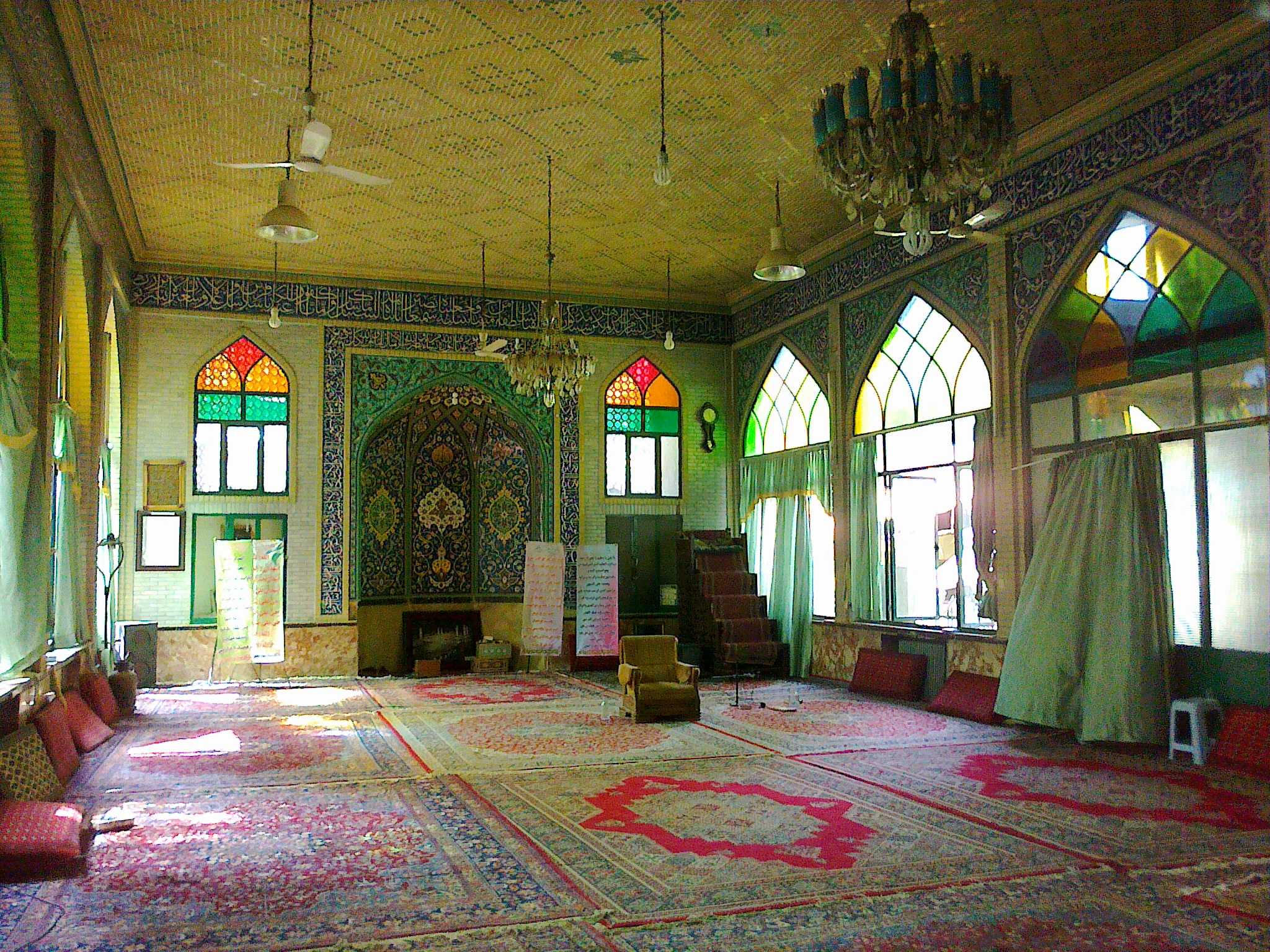
مسجد جامع روستای برغان
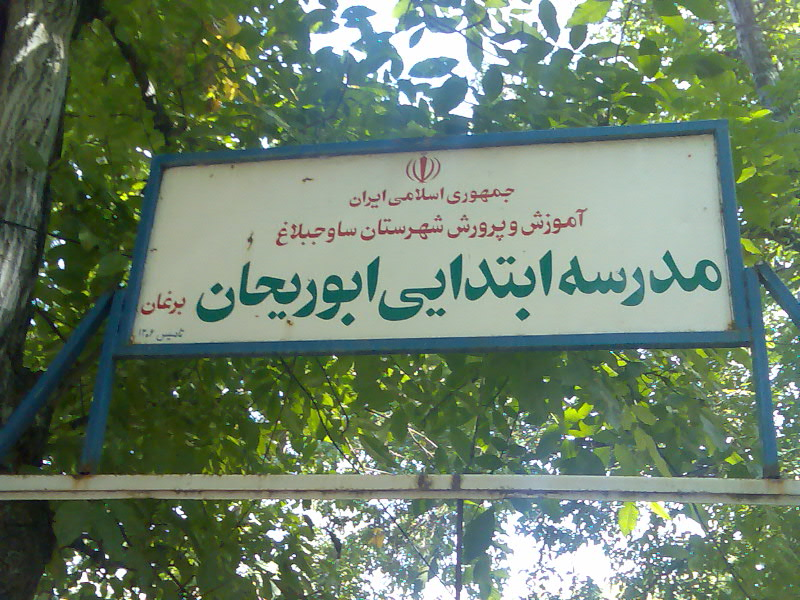
سر در مدرسه ابوریحان در برغان (تأسیس سال ۱۳۰۶)
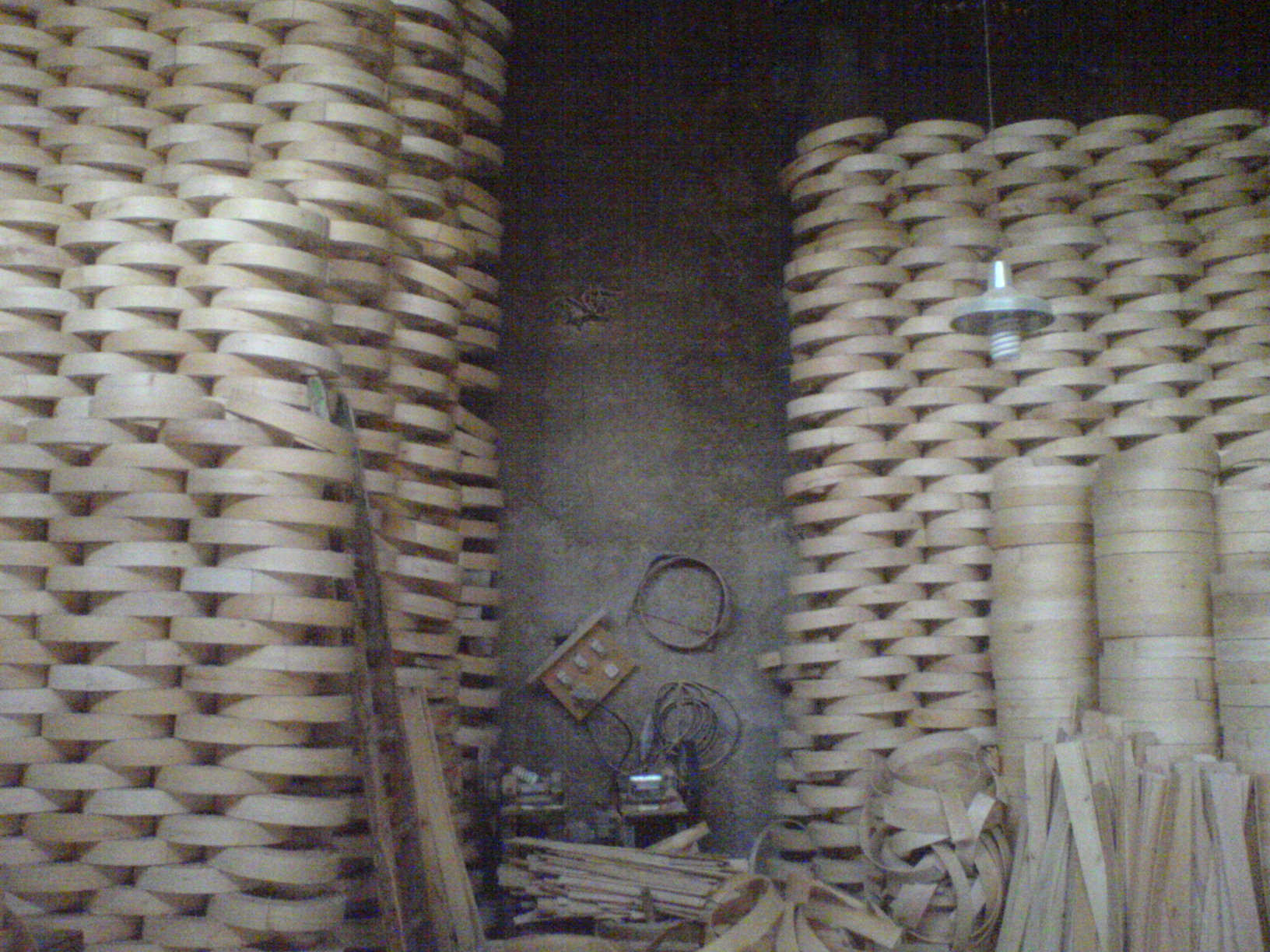
صنعت چوب بری در برغان
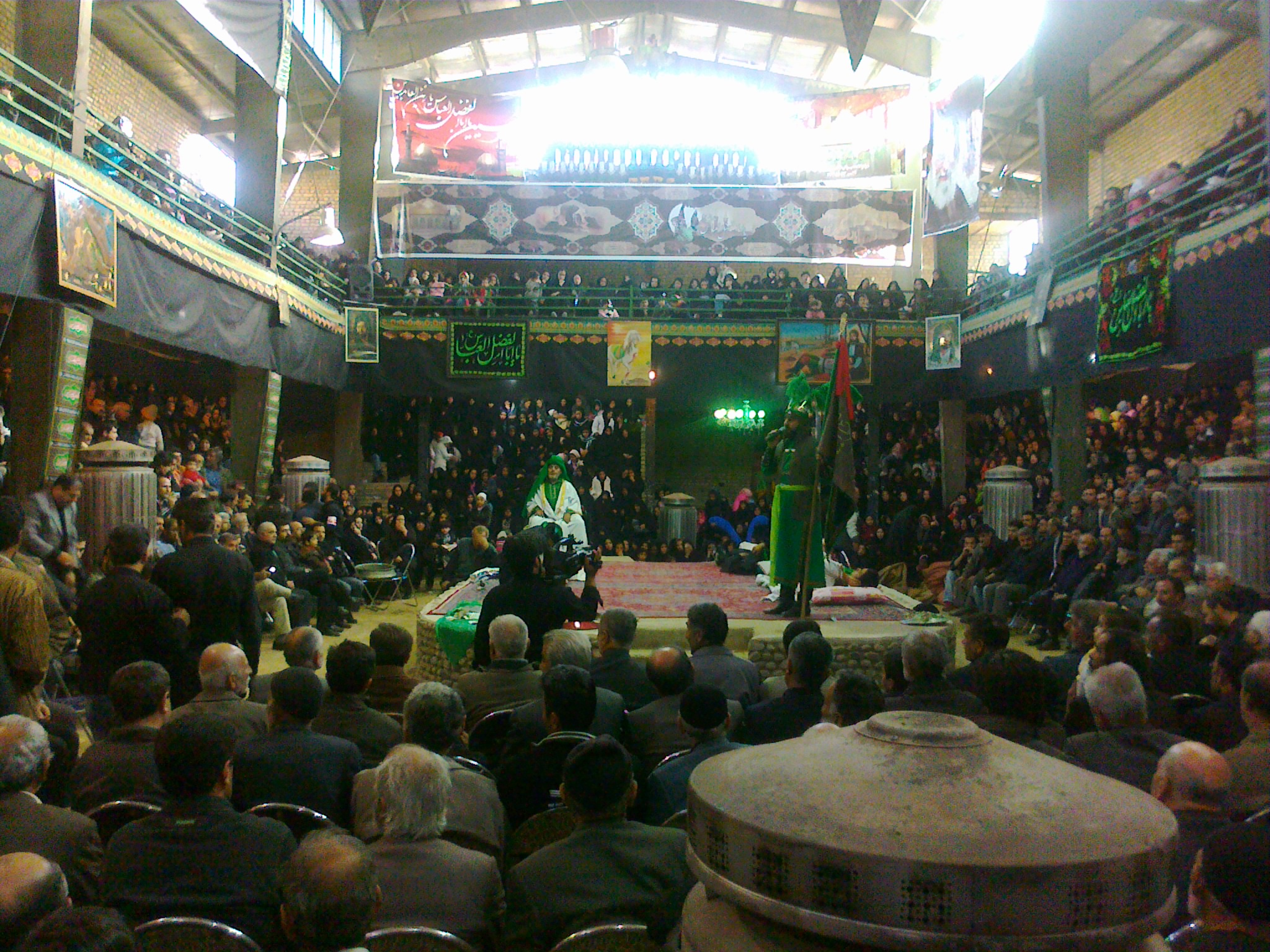
اجرای تعزیه در ایام محرم